# محطة قطار بوخالفة
محطة قطار بوخالفة هي محطة قطار ببوخالفة في ولاية تيزي وزو تقع قرب وادي سيباو وسد تاقسبت والطريق الوطني رقم 12، وتنطلق منها أنواع عديدة من القطارات على اختلاف درجاتها إلى جميع نواحي الجزائر.

## التاريخ

### الإنشاء
أُطلق مشروع إنشاء محطة قطار بوخالفة في العام 1987م لربط المنطقة الصناعية عيسات إيدير بشبكة النقل بالسكك الحديدية في الجزائر عبر محطة قطار الثنية.
ولم يأخذ هذا المشروع منحاه الميداني إلا في العام 2002م لتنطلق أشغال الإنجاز الفعلي لهذه المحطة في العام 2004م.
وكان هذا المشروع يهدف إلى إيصال قطار السلع [الفرنسية] وقطار المسافرين [الفرنسية] إلى غاية منطقة بوخالفة على بعد 14 كلم إلى الشرق من مدينة تيزي وزو.
وثُبتت سكة الحديد في العام 2010م بعد إنهاء أشغال الجسور والأنفاق، لتُدشن محطة قطار بوخالفة في يوم 28 جوان 2010م.

### الازدواجية
تمم إيقاف استغلال محطة قطار بوخالفة من أجل ترقية سكة حديدها من مسار فردي إلى مسار مزدوج في شهر أكتوبر 2010م، ثم أعيد تشغيلها قبل أن يتم توقيف استغلالها بتاريخ 15 مارس 2013م.
وتم هذا التحديث ما بين الثنية ووادي عيسي على مسار مزدوج.
وقد ساهمت شركات عديدة بالتقانة والتجربة في تطوير محطة قطار بوخالفة ومحيطها، عبر مراحل التخطيط والهندسة المدنية المتخصصة وإشارات السكك الحديدية وسكة الحديد المكهربة.

### الكهربة
يُعتبر خط سكة الحديد الذي يعبر محطة قطار بوخالفة هاما ضمن خطوط السكة الحديدية في الجزائر فيما يتعلق بنقل المسافرين ونقل السلع يوميا.
وقد تم تحويل سكة حديد هذه المحطة إلى سكة حديد مكهربة بجهد كهربائي شدته 25 000 فولط إلى غاية محطة قطار الثنية على مسافة 55 كلم لتصل سرعة القطار الكهربائي إلى 160 كلم\سا ابتداء من العام 2014م.
وقامت شركة الشركة الوطنية للنقل بالسكك الحديدية، مع شركات أخرى مثل تيكسيرا دوارتي ومجموعة حداد وأنفراراي، بتطوير إشارات السكك الحديدية والاتصالات بين القطارات على مستوى هذه المحطة وهذا الخط المكهرب · .

## الخطوط والمحطات الموصولة

### خط سكة حديد من وادي عيسي إلى الثنية
|  |   |  | محطات القطار | البلديات    | الربط بالقطار والترامواي                           | الربط بالتيليفيريك |
|  | - |  | ------------ | ----------- | -------------------------------------------------- | ------------------ |
|  | ● |  | وادي عيسي    | وادي عيسي   | • عزازقة                                           |                    |
|  | ● |  | تيزي وزو     | تيزي وزو    |                                                    | تيليفيريك تيزي وزو |
|  | ● |  | بوخالفة      | بوخالفة     |                                                    |                    |
|  | ● |  | ذراع بن خدة  | ذراع بن خدة | • ذراع الميزان                                     |                    |
|  | ● |  | تادمايت      | تادمايت     |                                                    |                    |
|  | ● |  | الناصرية     | الناصرية    |                                                    |                    |
|  | ● |  | برج منايل    | برج منايل   | • دلس                                              |                    |
|  | ● |  | يسر          | يسر         |                                                    |                    |
|  | ● |  | سي مصطفى     | سي مصطفى    |                                                    |                    |
|  | ● |  | الثنية       | الثنية      | • الجزائر • الحراش • الرغاية • البويرة • بني منصور |                    |

### رَوابط خارجية
- "SNTF". Société nationale des transports ferroviaires (SNTF). مؤرشف من الأصل في 2025-05-31..